# Харрис, Камала
Ка́мала Де́ви Ха́ррис (англ. Kamala Devi Harris, американское произношение: [ˈ kɑːmələ ˈdeɪvi 'hærɪs] (слушать)о файле; род. 20 октября 1964, Аламида, Калифорния) — американский государственный и политический деятель, юрист, член Демократической партии США, 49-й вице-президент США с 20 января 2021 года по 20 января 2025 года.
Первая женщина, первый политик афроамериканского происхождения и первый политик азиатского происхождения на посту вице-президента страны в истории США. Генеральный прокурор Калифорнии (2011—2017), сенатор США от штата Калифорния (2017—2021). Во время своего нахождения в Сенате Камала Харрис продвигала реформы здравоохранения и налогообложения, политику легализации каннабиса и более строгий контроль над оборотом оружия, а также получила известность за участие в допросах членов администрации Трампа во время слушаний в Сенате.
Будучи вице-президентом и президентом Сената США, Харрис использовала свой решающий голос для того, чтобы принимать ключевые федеральные законы, такие как закон о снижении инфляции, закон об американском плане спасения 2021 года и т. д. 19 ноября 2021 года на время прохождения Джо Байденом медпроцедур Харрис получила президентские полномочия, став первой и единственной в истории США женщиной, обладавшей статусом главы государства.
Поддержана Джо Байденом как кандидат в президенты США от Демократической партии после ухода первого из гонки. В качестве кандидата в вице-президенты и напарника выбрала губернатора Миннесоты Тима Уолза. Проиграла выборы кандидату от Республиканской партии Дональду Трампу.

## Биография

### Ранние годы и образование
Камала Деви Харрис родилась в калифорнийском Окленде 20 октября 1964 года. Ее мать, Шамала Гопалан, была биологом, чья работа по изучению рецептора прогестерона существенно повлияла на прогресс в исследованиях рака молочной железы. Шамала переехала в США из Индии в 1958 году в 19-летнем возрасте будучи выпускницей школы и прошла путь до получения степени доктора философии в Калифорнийском университете в Беркли в 1964 году. Отец Камалы Харрис, Дональд Дж. Харрис, — американец ямайского происхождения. Он переехал в США из Британской Ямайки в 1961 году для работы в аспирантуре Калифорнийского университета, где он в 1966 году получил докторскую степень по экономике. Позднее Дональд Дж. Харрис стал первым темнокожим профессором экономики в Стэнфордском университете в Калифорнии. Дональд и Шьямала познакомились в студенческом клубе для афроамериканцев.
Первые годы жизни Камалы Харрис прошли на Бэнкрофт-Уэй в Беркли. В 1966 году семья Харрис переехала в Чикаго, Иллинойс, где родилась её младшая сестра Майя. Там родители Харрис получили должности в Иллинойском университете. Позднее семья Харрис ещё несколько раз переезжала в пределах Среднего Запада, при этом оба родителя успели поработать ещё в нескольких разных учебных заведениях. Камала с матерью и сестрой вернулись в Калифорнию в 1970 году, а отец остался на Среднем Западе. Мать с дочерьми некоторое время проживали на Милви-Стрит в центральном Беркли и в дуплексе на Бэнкрофт-Уэй в западном Беркли — районе с существенным процентом темнокожего населения. Когда Харрис пошла в начальную школу, её вместе с другими темнокожими учениками в рамках программы десегрегации, так называемого басинга, перевели в школу в более благополучный район в северном Беркли, который на тот момент насчитывал 95 % белого населения, а после окончания программы десегрегации — 40 % населения темнокожего. Родители Харрис развелись, когда ей было семь лет. Позднее Харрис вспоминала, что когда она и её сестра навещали отца в Пало-Алто на выходных, соседским детям не разрешали играть с ними потому, что сестры были темнокожими. Соседка Харрис из Беркли регулярно водила сестёр в афроамериканскую церковь Окленда, где они пели в детском хоре. Мать Камалы также часто водила их с сестрой в афроамериканский культурный центр по соседству. При этом Шьямала Харрис познакомила их и с индуизмом, и регулярно посещала вместе с ними ближайший индуистский храм. Будучи детьми, Камала и её сестра несколько раз навещали родственников матери в Мадрасе (ныне Ченнаи). Харрис рассказывала, что в то время сильное влияние на неё оказал её дед по материнской линии П. В. Гопалан — бывший индийский чиновник, чьи прогрессивные взгляды на демократию и права женщин очень впечатлили её. Харрис до сих пор поддерживает отношения с индийскими родственниками. Она так же навещала и родственников по отцу на Ямайке.
Когда Харрис было двенадцать лет, она вместе с сестрой и матерью переехала в Монреаль, где Шьямалу пригласили на должность преподавателя и научного сотрудника в медицинском центре, аффилированным с Макгиллским университетом. Здесь Камала посещала французскоязычную начальную школу, англоязычную среднюю и старшую школы, и окончила последнюю в 1981 году. Именно в старшей школе Харрис поняла, что хочет стать прокурором и «заниматься защитой женщин и детей», после того как её лучшая школьная подруга поделилась своим опытом столкновения с сексуальным насилием в семье.
После окончания школы Харрис короткое время посещала Колледж Ванье в Монреале, с 1981 года по 1982 год. Затем вернулась в США, чтобы поступить в исторически чёрный Говардский университет в Вашингтоне. В это же время проходила стажировку у сенатора от Калифорнии Алана Крэнстона, возглавляла сообщество студентов-экономистов, а также была лидером команды по дебатам и членом студенческого сестринства Alpha Kappa Alpha. Тогда же Харрис занялась политическим активизмом — протестовала против режима апартеида в ЮАР, а в 1983 году участвовала в сидячей забастовке у административного здания с требованием отменить решение об исключении из университета редактора студенческой газеты. Камала окончила университет в 1986 году с дипломом по политологии и экономике. Этот вуз, имеющий репутацию «чёрного Гарварда», стал новым этапом в жизни Камалы Харрис, поскольку среднее образование она получила в школах с преобладанием белых учеников, и она выбрала его сознательно, переехав на другое побережье, хотя её отец преподавал в Стэнфорде. Только после этого Харрис вернулась в Калифорнию, чтобы продолжить обучение в Калифорнийском университете, в Хастингском колледже права (ныне Колледж права Калифорнийского университета в Сан-Франциско) по программе Legal Education Opportunity Program (LEOP). Там она возглавила ассоциацию темнокожих студентов-юристов. Харрис окончила Хастингс в 1989 году и получила степень доктора юриспруденции. В июне 1990 года получила лицензию на адвокатскую деятельность в штате Калифорния.

### Профессиональная карьера
В 1990 году начала работать помощником прокурора округа Аламида в своём родном Окленде, специализируясь на делах о половых преступлениях, в 1998 году перешла в офис окружного прокурора Сан-Франциско. В середине 1994 года была назначена в калифорнийский Совет по апелляциям на невыплату страховки по безработице (Unemployment Insurance Appeals Board) с окладом 97 тысяч долларов в год и взяла отпуск в офисе окружного прокурора. К концу года эта должность была упразднена, и Харрис была назначена по совместительству в состав Калифорнийской комиссии по медицинской помощи (California Medical Assistance Commission) с окладом 72 тысячи долларов в год, прекратив работу в ней в 1995 году.
В 2003 году избрана окружным прокурором Сан-Франциско, занимала эту должность с 2004 по 2011 год. Привлекла к себе внимание, когда отказалась требовать смертной казни для Дэвида Хилла, обвиняемого в убийстве полицейского Айзека Эспинозы. Сенаторы от Калифорнии Барбара Боксер и Дайан Файнстайн и тогдашний генеральный прокурор штата Билл Локиер осудили её решение, а мэр Окленда Джерри Браун инициировал по этому поводу расследование по подозрению в злоупотреблении полномочиями, но нарушения в действиях Харрис не были выявлены. Тем не менее, баллотируясь в 2010 году на должность генерального прокурора Калифорнии, она обещала поддерживать смертную казнь в апелляционной инстанции.
В 2010 году избрана генеральным прокурором Калифорнии и 3 января 2011 года принесла присягу, став первым в истории представителем афроамериканской и южноазиатской общин, а также первой женщиной в этой должности. В 2014 году переизбрана на второй срок.
В сентябре 2012 года выступила с речью на Национальном конвенте Демократической партии.
В 2011 году Верховный суд охарактеризовал проблемы с оказанием медицинской помощи в тюрьмах Калифорнии (из-за сверхнормативного количества заключённых) как необычное и жестокое наказание, но Харрис отстаивала в судах позицию губернатора Джерри Брауна, стремясь снизить количество заключённых, подлежащих досрочному освобождению по решениям судов низшей инстанции (она объясняла свои действия тем, что по должности обязана представлять позицию губернатора). В 2012 и 2014 годах она не участвовала в обсуждении судебных реформ Калифорнии, заявив, что обязана оставаться нейтральной. В 2015 году ряд судей заявили протест офису генерального прокурора Калифорнии в связи со случаями, когда прокуроры на местах включали в полицейские протоколы ложные признания, лгали под присягой и скрывали от защиты важные улики. Кроме того, она не организовала полномасштабное расследование ставших известными злоупотреблений помощников шерифов в округе Ориндж, где обвинительные приговоры выносились на основании показаний информаторов, которые сама полиция в своих внутренних документах признавала ненадёжными.

### В Сенате США
После отказа от переизбрания в 2016 году сенатора США от Калифорнии Барбары Боксер Харрис в числе 34 претендентов приняла участие в борьбе за освобождающееся место. По принятой в Калифорнии системе на прямые выборы выходят два кандидата, получившие наибольшее число голосов в межпартийных праймериз, и в июне 2016 года победителями на предварительных выборах стали две представительницы Демократической партии — Камала Харрис и Лоретта Санчес, впервые выбив республиканцев из гонки на раннем этапе.
8 ноября 2016 года победила на выборах Лоретту Санчес и после вступления в должность стала первым в истории «цветным» сенатором от Калифорнии. В Сенате резко критиковала президента Дональда Трампа и на первых порах поддержала идею Берни Сандерса о медицинском обслуживании для всех.
За первый год в Сенате завоевала репутацию «восходящей звезды» Демократической партии и возможного официального кандидата на следующих президентских выборах, в том числе благодаря телевизионным трансляциям слушаний в Сенате по вопросу назначения на правительственные должности кандидатов, предложенных президентом Трампом, и использовала общенациональную известность для сбора средств в интересах коллег, занятых подготовкой к выборам. В общей сложности за первые шесть месяцев 2017 года собрала для нескольких сенаторов-демократов порядка 600 тыс. долларов, из них 360 тысяч — за счёт онлайн-переводов небольших сумм от частных лиц.
17 мая 2018 года проголосовала в Сенате против утверждения Джины Хаспел на должность директора ЦРУ (9 мая в ходе предварительных слушаний Харрис задала вопрос, считает ли Хаспел пытку аморальной, но та не дала однозначного ответа).
В 2019 году сайт GovTrack, отслеживающий парламентскую деятельность, присвоил Камале Харрис рейтинг самого либерального сенатора (один из используемых сайтом методов оценки — вычисление доли двухпартийных законопроектов, поддержанных сенатором, от общего количества поддержанных законопроектов, и для Харрис этот показатель оказался самым низким — 15 %).

### Вице-президент США
20 января 2021 года Камала Харрис принесла присягу и вступила в должность вице-президента США. Она стала первой чернокожей женщиной и первым политиком азиатского происхождения, занявшим этот пост.

#### Президентская предвыборная кампания 2020
21 января 2019 года объявила об участии в выборах президента США. По мнению наблюдателей, будучи единственной темнокожей женщиной-сенатором США, Харрис намерена в ходе своей кампании опереться в первую очередь на штаты, известные большим расовым разнообразием — в частности, Калифорнию и Южную Каролину. За время работы в Сенате она завоевала популярность в либеральных кругах своими резкими вопросами кандидатам президента Трампа на различные должности (в частности, Джеффу Сешнсу и судье Бретту Кавано) в ходе процедуры их утверждения, а в октябре 2018 года поддержала законопроект, предназначенный обеспечить семьям рабочих дополнительный доход в 6 тыс. долларов в год. Она делала заявления о необходимости реформирования уголовного кодекса и законодательства об иммиграции, а также пообещала не брать деньги на предвыборную кампанию у корпораций. С другой стороны, противники Харрис обвинили её в том, что, будучи генеральным прокурором Калифорнии, она не стала привлекать к ответственности за нарушения права выкупа заложенной недвижимости банк OneWest, которым тогда руководил Стивен Мнучин, ставший впоследствии министром финансов в кабинете Трампа (при этом она голосовала против его утверждения в должности Сенатом). Кроме того, критике подверглось заявление Харрис, что она не знала об обвинениях в сексуальных домогательствах, выдвинутых против одного из тогдашних её помощников.
После серии резких вопросов, заданных Камалой Харрис Джо Байдену в ходе теледебатов 24 июля 2019 года, бывший вице-президент объяснил журналистам своё замешательство тем обстоятельством, что не ожидал нападения со стороны Харрис, которая была лично знакома с его сыном Бо Байденом, скончавшимся в 2015 году, и с самим Джо Байденом (в начале 2010-х Харрис и Бо Байден были генеральными прокурорами штатов — соответственно Калифорнии и Делавэра — и сотрудничали на профессиональной основе, в том числе встречались лично, он поддерживал выдвижение её кандидатуры в Сенат).
Согласно данным социологического исследования, опубликованным 30 октября 2019 года, за три месяца до официального старта предварительных выборов в Демократической партии, рейтинг Камалы Харрис составил 3 %.
8 марта 2020 года Харрис разместила в Твиттере видео, в котором объявила о прекращении своей кампании и призвала своих сторонников поддержать кандидатуру Джо Байдена.

#### Кандидатура на должность вице-президента 2020
11 августа 2020 года стала первой в истории чернокожей женщиной — кандидатом в вице-президенты США от одной из основных партий, когда соответствующий выбор сделал безусловный фаворит в борьбе за выдвижение кандидатом в президенты от Демократической партии Джо Байден.
Президент Трамп, комментируя 13 августа на брифинге в Белом доме новость о выдвижении Харрис, охарактеризовал её крайне отрицательно, заявив, что она выступает за увеличение налогов, сокращение военных расходов и против добычи сланцевой нефти, а также является самым либеральным сенатором.
19 августа 2020 года кандидатура Харрис была утверждена на конвенте Демократической партии в Уилмингтоне (Делавэр), и она стала первой чернокожей женщиной и первым политиком азиатского происхождения, официально номинированным на пост вице-президента США одной из основных партий.
3 ноября 2020 года состоялись президентские выборы, но только 7 ноября, по завершении подсчёта бюллетеней и победы с небольшим преимуществом тандема Байдена-Харрис в ключевых штатах Мичиган, Висконсин и Пенсильвания, где на выборах 2016 года верх взял Дональд Трамп, Байден объявил о победе, поскольку набрал на 4 миллиона голосов избирателей больше, чем соперник, и получил более 270 голосов выборщиков. Таким образом Харрис стала первой женщиной, первым чернокожим политиком и первым политиком азиатского происхождения, избранным на пост вице-президента США.
15 декабря 2020 года состоялось голосование выборщиков (306 из них поддержали тандем Байдена-Харрис, 232 — Трампа и Пенса).
7 января 2021 года Конгресс утвердил результаты голосования на день позже намеченного из-за беспорядков и захвата Капитолия сторонниками президента Трампа, и действующий вице-президент, председатель Сената США Майк Пенс официально объявил Джо Байдена и Камалу Харрис победителями выборов.
18 января 2021 года в преддверии инаугурации направила губернатору Калифорнии Гэвину Ньюсому официальное письмо об отставке с должности сенатора (по назначению губернатора её сменяет Алекс Падилья).

#### Деятельность
По итогам нескольких первых недель пребывания Харрис в должности (начало марта 2021 года) аналитики отметили её необычно большую для вице-президента роль в международных отношениях США. В частности, Харрис ежедневно получала сводку данных ЦРУ для президента, также она входила в узкий круг лиц, участвовавших в выработке американского ответа на ракетный удар проиранских группировок по американской базе в Ираке (им стал авиаудар по базе проиранского ополчения на территории Сирии) и публикацию данных о причастности саудовского наследного принца Салмана к убийству Джамаля Хашогги. Кроме того, Харрис провела самостоятельные телефонные переговоры с лидерами Канады, Франции, Дании, Конго, Австралии и Израиля.
17 марта 2021 года рядом с официальной резиденцией вице-президента США Number One Observatory Circle был арестован мужчина, в машине которого обнаружены винтовка и боеприпасы.
24 марта 2021 года президент Байден объявил, что Харрис возглавит в его администрации выработку мер по сокращению иммиграционного потока через границу с Мексикой. В частности, ей поручено воздействие на власти Сальвадора, Гватемалы и Гондураса с целью сокращения количества соискателей политического убежища в США — граждан этих государств.
1 июня 2021 года в выступлении по случаю 100-летия расовых беспорядков в Талсе президент Байден объявил, что Харрис возглавит усилия его администрации в поддержку избирательных прав населения. Ранее президент и вице-президент поддержали так называемые Акт за народ и Акт Джона Льюиса за избирательные права, направленные на противодействие местным законодателям, которые принимают меры, расцениваемые действующим Кабинетом как посягательство на избирательные права граждан (к концу мая 2021 года 14 штатов одобрили 22 закона, ограничивающих досрочное голосование и голосование по почте, а также предусматривающих чистку списков избирателей и требующих от избирателей предъявлять при получении бюллетеня удостоверения личности).
19 ноября 2021 года пресс-секретарь Белого дома Джен Псаки объявила, что на время прохождения в этот день президентом Байденом процедуры колоноскопии под общей анестезией его обязанности временно будет исполнять Камала Харрис. Этот факт формально делает её первой женщиной в истории США, обладающей президентскими полномочиями.
21 апреля 2022 года в качестве ответной меры на санкции США против российских должностных лиц Министерство иностранных дел Российской Федерации включило Харрис в число 29 американцев, которым бессрочно закрыт въезд в Россию.
По состоянию на 7 декабря 2022 года, когда после окончательного подведения итогов новых выборов в Сенат стало ясно, что в его новом составе с января 2023 года демократы получают большинство 51 к 49, Харрис 26 раз принимала участие в голосовании (чаще любого другого вице-президента современности) при распределении мест в Сенате 50-50.
25 апреля 2023 года президент Байден официально объявил о вступлении в борьбу за выдвижение кандидатом от Демократической партии на президентских выборах 2024 года, и Камала Харрис вновь заявлена кандидатом на пост вице-президента.
21 июля 2024 года президент США Джозеф Байден после выхода из президентской гонки заявил о своей поддержке кандидатуры Камалы Харрис в качестве своего преемника на выдвижение кандидатом от Демократической партии на президентских выборах в США 2024 года.

#### Президентская предвыборная кампания 2024
21 июля 2024 года действующий президент и предполагаемый кандидат от Демократической партии Джо Байден приостановил свою кампанию по переизбранию в 2024 году с Харрис, поддержав её как кандидата в президенты от Демократической партии. Её считали фаворитом на президентскую номинацию на Национальном съезде Демократической партии 2024 года, поскольку она получила поддержку от Байдена, Хиллари Клинтон, Билла Клинтона и Кокуса темнокожих конгрессменов и многих других. В случае избрания Харрис стала бы первой женщиной и первой азиаткой на посту президента Соединённых Штатов, а также вторым человеком афроамериканского происхождения на этом посту после Барака Обамы.
5 августа 2024 года завершилось онлайн-голосование делегатов предстоящего съезда Демократической партии, большинство из которых поддержали выдвижение Камалы Харрис кандидатом в президенты США. По сведениям CBS News, за неё как единственного кандидата проголосовали 99 % делегатов (4567 человек), а необходимые для победы 2350 голосов Харрис набрала ещё 2 августа.
6 августа 2024 года Харрис объявила губернатора Миннесоты Тима Уолза своим напарником — кандидатом на пост вице-президента.
22 августа 2024 года выступила на Национальном съезде в Чикаго с речью о согласии с выдвижением партией её кандидатуры на президентских выборах.
5 ноября 2024 года проиграла выборы кандидату от Республиканской партии Дональду Трампу.
6 января 2025 года Камала Харрис, исполняя свои обязанности как президента Сената США, официально объявила на объединённом заседании обеих палат Конгресса о сертификации результатов президентских выборов и победе Дональда Трампа.

### После вице-президентства
После инаугурации Дональда Трампа и Джей Ди Вэнса 20 января 2025 года, Харрис и её муж покинули Вашингтон и переехали в Лос-Анджелес.

## Политические взгляды

### Здравоохранение
Взгляды Харрис на организацию системы здравоохранения заметно менялись. В начале сенаторской карьеры она поддерживала программу Берни Сандерса о «здравоохранении для всех» и полном финансировании этой сферы из государственного бюджета, но впоследствии, по окончании периода некоторой неопределённости, выработала собственные предложения: дать американцам возможность выбора между приобретением медицинской страховки в тщательно контролируемых частных компаниях или в государственной системе.

### Аборты
Харрис поддерживала право на аборт и голосовала против законопроекта, запрещавшего аборт после двадцатой недели беременности. В мае 2019 года она предложила обязать штаты, которые вводят ограничения на проведение абортов, получить на это разрешение у Министерства юстиции США.
После избрания в Сенат Харрис получила рейтинг 100 % от общественной организации NARAL, выступающей за право на аборт. Тем не менее, будучи прокурором Калифорнии, Харрис разрешила пресвитерианской больнице Hoag прекратить выборочное производство абортов после включения больницы в медицинские программы католической Конгрегации сестёр Святого Иосифа.

### Иммиграция
В должности окружного прокурора Сан-Франциско Харрис поддерживала городскую политику, которая требовала передавать иммиграционным властям несовершеннолетних без документов, задержанных по подозрению в правонарушениях, даже если официальные обвинения не были им предъявлены. После избрания в Сенат выступала в поддержку нелегальных иммигрантов и добивалась проведения законодательства против депортации лиц, незаконно ввезённых в США детьми.
12 июня 2019 года в ходе своей президентской предвыборной кампании Харрис обнародовала план расширения политики так называемого «отложенного действия», позволяющей предотвратить депортацию нелегальных имигрантов посредством предоставления им временного легального статуса.
8 июня 2021 года, находясь в Гватемале с первым официальным зарубежным визитом в качестве вице-президента призвала жителей Центральной Америки не пытаться въехать нелегально в США, поскольку США по-прежнему «будут применять свои законы и обеспечивать безопасность своих границ». Ранее, выполняя поручение президента Байдена по решению проблемы нелегальной миграции через южную границу, Харрис называла её причиной коррупцию и невозможность обеспечить экономическое благополучие в сопредельных странах.

### ЛГБТ
Харрис поддерживала легализацию однополых браков и на посту генерального прокурора Калифорнии не защищала закон штата, запрещавший однополые браки. Она поддерживала право трансгендерных людей пользоваться общественными туалетами по их выбору, но выступала против разрешения проведения операций по изменению пола тюремным заключённым. В должности прокурора Сан-Франциско создала специальное подразделение для защиты представителей ЛГБТ от преступлений на почве ненависти.

### Каннабис
В ходе дебатов кандидатов Демократической партии 31 июля 2019 года заявила, что выступает за легализацию марихуаны, на что одна из ее соперниц Талси Габбард напомнила о прокурорском досье Харрис: «Она посадила в тюрьму 1500 человек за правонарушения, связанные с марихуаной, и потом смеялась, когда её спросили, курила ли она когда-либо марихуану» (последняя фраза относилась к известному интервью Харрис изданию «The Breakfast Club», в ходе которого она шутила по указанному поводу). В период работы в Сенате выступала за федеральную легализацию каннабиса. В 2019 году в публичном выступлении Харрис заявила: 
Давайте скажем прямо: марихуана не является «стартовым» наркотиком и должна быть легализована.Оригинальный текст (англ.)
Let's be clear; marijuana isn't a gateway drug and should be legalised 

### Тюрьмы и заключённые
В ходе своей президентской избирательной кампании выступала за реформирование или сокращение использования такой меры пресечения, как освобождение под залог, высказывалась за устранение разницы в наказании за преступления в сфере оборота крэка и кокаина, которая приводит к увеличению доли афроамериканцев среди заключённых, выступала за ликвидацию частных тюрем.

### Внешняя политика
Взгляды Харрис на основные принципы внешней политики в значительной степени совпадают со взглядами бывшего президента США, Джо Байдена.

#### Китай
Харрис резко критиковала торговую войну 45-го президента США Дональда Трампа с Китаем, назвав произвольное использование его администрацией тарифов контрпродуктивным для американской экономики. Однако, также Харрис осуждала ситуацию с правами человека в Китае, особенно подчёркивая массовое содержание уйгуров в лагерях для интернированных в Синьцзяне и жестокое подавление гонконгских протестов. По словам Харрис от 2019 года, сотрудничество с Китаем необходимо для решения глобальных проблем, таких как изменение климата, поэтому Соединенные Штаты должны восстановить свой моральный авторитет, чтобы отстаивать права человека в Китае.

#### Северная Корея
Харрис характеризовала Северную Корею как одну из самых серьезных угроз безопасности CША. Однако, в феврале 2018 года она же подписалась под письмом 18 сенаторов к президенту Дональду Трампу, в котором уточнялось, что у него недостаточно полномочий для нанесения превентивного удара по Северной Корее без разрешения Конгресса.

#### Иран
Харрис поддержала ядерную сделку с Ираном, которая предусматривала отмену санкций в обмен на согласие Ирана ограничить ядерную программу. В 2018 году, когда Дональд Трамп объявил, что Соединенные Штаты выходят из договора, Харрис опубликовала заявление, в котором говорилось, что это решение ставит под угрозу нашу национальную безопасность США. Убийство Касема Сулеймани Харрис назвала бессмысленной и опасной эскалацией.

#### Саудовская Аравия
В конце 2018 года она проголосовала за прекращение военной помощи США Саудовской Аравии после интервенции в Йемен. Она также поддержала резолюцию, обвиняющую наследного принца Саудовской Аравии Мухаммада бен Салмана в убийстве журналиста Джамаля Хашогги в турецком посольстве. После убийства она призвала к фундаментальной переоценке отношений США с Саудовской Аравией, хотя и признавала её ключевую роль в борьбе с терроризмом.

#### Россия
Харрис осудила аннексию Крыма, назвав этот шаг серьезным нарушением международных норм, которыми руководствовался мир со времен Второй мировой войны. Она также возложила сбитие рейса 17 Malaysia Airlines с территории контролировавшийся ДНР актом российской агрессии. Однако, в декабре 2018 года, после того как госсекретарь Майк Помпео объявил, что администрация Трампа на 60 дней приостанавливает выполнение обязательств по Договору о ракетах средней и меньшей дальности Харрис была одним из 26 сенаторов, подписавших письмо, выражавшее обеспокоенность эскалацией и отходом от курса на уменьшение роли и количества ядерного оружия, а также, обеспечения стратегической стабильности.
В феврале 2023 года Харрис заявила, что во время вторжения на Украину, российские военные совершали преступления против человечности, за которые будут привлечены к ответственности.
В апреле 2024 года Харрис написала колонку в журнал Time, которое было посвящено жене российского политика-оппозиционера Алексея Навального, Юлии Навальной.

#### Украина
Во время скандала вокруг разговора Трампа и Зеленского, когда первый попросил компромат на своего политического конкурента, Джозефа Байдена, в обмен на финансовую и военную помощь Украине, Харрис была одной из сенаторов, инициировавших процедуру импичмента против президента, которая, однако, завершилась оправданием Дональда Трампа.
В феврале 2024 года Харрис и президент Украины Владимир Зеленский провели совместную пресс-конференцию на Мюнхенской конференции по безопасности. В ходе неё Харрис заявила, что администрация Байдена будет продолжать работать над обеспечением ресурсов и оружия «так долго, как это возможно».

#### Центральная Америка
Во время сенаторства выступала за продолжение иностранной помощи Сальвадору, Гватемале и Гондурасу. По мнению Харрис и ее 33 коллег, иностранная помощь странам Центральной Америки помогает уменьшить поток мигрантов в США, так как финансирование помогает улучшить условия в этих странах.

### Климат
Харрис стала одним из инициаторов воззвания Green New Deal (Зелёный новый курс), в котором формулируются задачи, стоящие перед американской экономикой в контексте борьбы с глобальным потеплением (консерваторы назвали этот проект «социалистическим манифестом»). В сотрудничестве с Александрией Окасио-Кортес, называющей себя социалисткой, Харрис подготовила законопроект о «климатическом равенстве», призванный соизмерять правовое регулирование мер по защите окружающей среды с интересами малообеспеченных слоёв населения.

### Контроль над оружием
В 2020 году в социальных сетях распространились утверждения о якобы сделанном Харрис обещании в случае прихода к власти начать принудительное изъятие огнестрельного оружия у владельцев. Агентство Reuters провело собственное расследование, итогом которого стал вывод о недостоверности такой информации. В действительности 22 апреля 2019 года Харрис заявила в программе CNN Town Hall, что в случае избрания президентом она потребует от Конгресса в течение 100 дней подготовить законодательство о разумных ограничениях на владение огнестрельным оружием, а в случае провала этого плана она намерена использовать с той же целью исполнительные указы президента. В число её предложений вошла юридическая проверка каждого, кто продаёт более пяти единиц огнестрельного оружия в год, и привлечение нелегальных торговцев к ответственности силами Бюро алкоголя, табака, огнестрельного оружия и взрывчатых веществ.

### Смертная казнь
По мнению Харрис, пожизненное заключение без права досрочного освобождения является более эффективным наказанием, чем смертная казнь. Саму систему смертной казни в США, из-за которой преступники осужденные на казнь сидят в камерах смертников десятилетиями, она назвала дефектной и расточительной. Становясь прокурором в 2003, она публично обещала не требовать смертной казни для преступников. За годы работы она сдержала своё обещание.

## Семья
После выдвижения кандидатуры Камалы Харрис на пост вице-президента в августе 2020 года в социальных сетях распространялось утверждение, что она является потомком рабовладельцев с Ямайки. Агентство Reuters провело собственное исследование этой темы и пришло к выводу, что прабабушка Камалы Харрис по отцу, урождённая Кристиана Браун, действительно являлась потомком рабовладельца Гамильтона Брауна, но в роду большинства афроамериканцев, по мнению The Atlantic, есть белые плантаторы, которые насиловали чёрных рабынь. Агентство подвело следующий итог проделанной работе: Камала Харрис является потомком одновременно и рабов, и рабовладельцев.
Родители Камалы Харрис случайно познакомились осенью 1962 года в кампусе Калифорнийского университета в Беркли, когда Дональд Харрис, проявив свои способности англиканского аколита, которым он был ранее, обратился к группе чернокожих студентов с речью, проведя параллели между своей родной Ямайкой, где в период британского колониального господства часть белого населения поддерживала идею формирования «чёрной элиты» с целью затушевать бесправное положение чернокожего сообщества в целом, и состоянием дел в США. Находившаяся среди слушателей Шьямала Гопалан, одетая в индийское сари, единственная из всех иностранных студентов заинтересовалась темой расовых противоречий в Соединённых Штатах и по окончании речи подошла познакомиться с оратором.
Дед и бабушка по матери — П. В. Гопалан и Раджам Гопалан — жили в Индии; семья никогда не теряла связи c ними. Камала в детстве посещала Индию. Бабушка в качестве активистки ездила в отдалённые индийские деревни, обучая женщин из бедных семей основам контроля над рождаемостью. В пятилетнем возрасте Камала гостила у деда в Замбии, где тот, крупный индийский государственный служащий, выполнял задание своего правительства по оказанию помощи африканской стране в организации приёма беженцев из Родезии. До смерти деда в 1998 году Камала вела с ним переписку и находилась под его интеллектуальным влиянием.
В 1994—1995 годах Харрис состояла в отношениях со спикером Ассамблеи штата Калифорния Уилли Брауном, который был на 30 лет старше (формально он был женат, но с 1981 года жил с супругой раздельно, и его связь с Камалой Харрис никем из партнёров не скрывалась). В 1996 году, уже после разрыва с Харрис, Браун стал мэром Сан-Франциско и оставался в этой должности до 2004 года.
22 августа 2014 года Камала Харрис вышла замуж за Дугласа Эмхоффа, партнёра в лос-анджелесской юридической фирме Venable LLP, через пять месяцев после помолвки. У Харрис нет родных детей, но у её мужа есть двое детей от первого брака.
В 2019 году состояние Харрис и её супруга оценивалось в 6 млн долл. США.
В детстве посещала богослужения и в чёрной баптистской церкви, и в индуистском храме. По данным на 2020 год являлась прихожанкой баптистской церкви конгрегации Американских баптистских церквей США.
Сестра Харрис, Майя, работала политическим аналитиком на MSNBC, её муж Тони Уэст — юрисконсульт Uber, а в прошлом — высокопоставленный сотрудник Министерства юстиции и юрисконсульт PepsiCo. Их дочь Мина, племянница Камалы — основатель и генеральный директор организации Phenomenal Woman Action Campaign, автор детской книги «Kamala and Maya’s Big Idea».

## Признание
11 декабря 2020 года журнал Time присвоил тандему Джо Байдена и Камалы Харрис титул «Человек года».

## Критика
26 августа 2021 года Харрис при посещении Вьетнама в ходе своего турне по Юго-Восточной Азии возложила в Ханое цветы к мемориалу на месте, где в период Вьетнамской войны был сбит Джон Маккейн. Дочь покойного сенатора Меган прокомментировала это событие заявлением, что вице-президенту следовало заниматься спасением американцев и их союзников, чьи жизни оказались в опасности из-за наступления «Талибана», начавшегося с выводом американских войск из Афганистана.

## Книги
- Smart on Crime: A Career Prosecutor's Plan to Make Us Safer. — Chronicle Books, 2009. — ISBN 978-0811865289.
- Superheroes Are Everywhere. — Penguin Young Readers Group, 2019. — ISBN 978-1984837493.
- The Truths We Hold: An American Journey. — Diversified Publishing, 2019. — ISBN 978-1984886224.
  - Истины в моём сердце : личная история. / Пер. с англ. А. Н. Москвичевой. — М.: Эксмо, 2021. — 349 с., XXXII с. ил., цв. ил. — (Автобиография великого человека) — ISBN 978-5-04-121171-4

### Комментарии
1. ↑  «Камала» — одно из имён индуистской богини Лакшми и в переводе с санскрита означает «цветок лотоса», «Деви» — имя женского божества; согласно индуистскому учению, энергия Деви — Шакти — находится в цветке лотоса с тысячей лепестков Сахасраре — одной из семи основных чакр[14]
2. ↑  Каста брахманов, представители которой проживают преимущественно в штате Тамилнад (название касты используется также в качестве имён и фамилий)
3. ↑  Легализацию марихуаны на федеральном уровне поддерживают и другие видные демократы, такие как Берни Сандерс и Элизабет Уоррен[99].

### Сноски
1. 1 2  Biographical Directory of the United States Congress (англ.) — GPO, 1903.
2. 1 2  Харрис К. Senate Biography of Kamala D. Harris — Сенат США.
3. ↑  Thomas, Ken (15 февраля 2013). You Say 'Ka-MILLA;' I Say 'KUH-ma-la.' Both Are Wrong. The Wall Street Journal: 1. Архивировано 6 октября 2020. Дата обращения: 21 января 2021.
4. ↑  Tucker Carlson doesn't pronounce Kamala Harris's name correctly, and doesn't seem to care. National Post. 12 августа 2020. Архивировано 28 января 2021. Дата обращения: 21 января 2021. "The correct pronunciation, however, is "Comma-la, « with the first syllable instead being emphasized…»
5. ↑  Байден временно передаст свои полномочия вице-президенту из-за медицинской процедуры. ТАСС (19 ноября 2021). Дата обращения: 19 ноября 2021. Архивировано 19 ноября 2021 года.
6. ↑  Andrew Feinberg. ‘First woman president’: Kamala Harris makes history when she briefly assumes powers of presidency during Biden procedure (англ.). The Independent (20 ноября 2021). Дата обращения: 24 ноября 2021. Архивировано 19 ноября 2021 года.
7. ↑  Jeff Mason. Harris was briefly first woman to be acting U.S. president as Biden underwent colonoscopy (англ.). Reuters (19 ноября 2021). Дата обращения: 24 ноября 2021. Архивировано 23 ноября 2021 года.
8. ↑  Kamala Harris: First woman to get US presidential powers (briefly) (англ.). Би-би-си (19 ноября 2021). Дата обращения: 24 ноября 2021. Архивировано 23 ноября 2021 года.
9. ↑  Харрис стала первой в истории США женщиной, исполнившей обязанности президента. Голос Америки (19 ноября 2021). Дата обращения: 24 ноября 2021. Архивировано 24 ноября 2021 года.
10. 1 2 3  @JoeBiden. Твит (амер. англ.). Твиттер (21 июля 2024). — «My fellow Democrats, I have decided not to accept the nomination and to focus all my energies on my duties as President for the remainder of my term. My very first decision as the party nominee in 2020 was to pick Kamala Harris as my Vice President. And it’s been the best decision I’ve made. Today I want to offer my full support and endorsement for Kamala to be the nominee of our party this year. Democrats — it’s time to come together and beat Trump. Let’s do this.» Дата обращения: 21 июля 2024. Архивировано 21 июля 2024 года.
11. 1 2  Biden says he will 'stand down' and endorses Kamala Harris. The Daily Telegraph (англ.). 21 июля 2024. Архивировано 21 июля 2024. Дата обращения: 21 июля 2024. Shortly after stepping aside, the 81-year-old offered his "full support and endorsement" to his running mate, Ms Harris, as the new Democratic nominee.
12. ↑  Джо Байден вышел из президентской гонки. Он предложил выбрать кандидатом от демократов Камалу Харрис. Главное. Meduza. 21 июля 2024. Архивировано 21 июля 2024. Дата обращения: 21 июля 2024. Джо Байден предложил, чтобы кандидатом в президенты от Демократической партии стала вице-президент Камала Харрис. «Моим первым решением как кандидата от партии в 2020 году было выбрать Камалу Харрис своим вице-президентом. И это было лучшее решение, которое я принял. Сегодня я хочу полностью поддержать и одобрить кандидатуру Камалы на пост кандидата от нашей партии в этом году», — заявил Байден.
13. ↑  Presidential election results 2024 data | CBS News (амер. англ.). www.cbsnews.com. Дата обращения: 6 ноября 2024.
14. ↑  Narayani Ganesh. Kamala is much more than Lakshmi & Lotus (англ.). Times of India (28 августа 2020). Дата обращения: 15 ноября 2020. Архивировано 16 ноября 2020 года.
15. ↑  Stanton, Zack; Kim, Catherin. 55 Things You Need to Know About Kamala Harris. Politico (11 августа 2020). Дата обращения: 23 августа 2020. Архивировано 22 августа 2020 года.
16. ↑  In Memoriam: Dr. Shyamala G. Harris (амер. англ.). Breast Cancer Action (21 июня 2009). Дата обращения: 23 января 2019. Архивировано 23 января 2019 года.
17. ↑  Biswas, Soutik (11 августа 2020). Biden's VP pick: Why Kamala Harris embraces her biracial roots. BBC News. Архивировано 14 августа 2020. Дата обращения: 24 августа 2020. Gopalan picked up her doctorate degree at age 25 in 1964, the same year Ms Harris was born.
18. ↑  Harris, Kamala. The Truths We Hold: An American Journey. — Penguin Publishing Group, 2019. — P. 320, 330. — «my paternal grandfather, Oscar Joseph … my paternal grandmother, Beryl». — ISBN 978-0-525-56072-2.
19. ↑  Barry, Ellen (7 ноября 2020). Kamala Harris's Father, a Footnote in Her Speeches, Is a Prominent Economist. The New York Times (англ.). ISSN 0362-4331. Архивировано 22 июля 2024. Дата обращения: 22 июля 2024.
20. ↑  Камала Харрис — первая женщина (и первая темнокожая) на посту вице-президента США. Meduza. 10 ноября 2020. Дата обращения: 24 июля 2024.{{cite news}}:  Википедия:Обслуживание CS1 (url-status) (ссылка)
21. ↑  Barry, Ellen (13 сентября 2020). How Kamala Harris's Immigrant Parents Found a Home, and Each Other, in a Black Study Group. The New York Times. Архивировано 21 января 2021. Дата обращения: 23 марта 2021.
22. ↑  Clarke, Chevaz. Get to know Kamala Harris' family (амер. англ.). CBS News (14 августа 2020). Дата обращения: 19 августа 2020. Архивировано 19 января 2021 года.
23. ↑  Kacich, Tom (2 августа 2019). Tom's #Mailbag, Aug. 2, 2019. The News-Gazette. Архивировано 25 августа 2022. Дата обращения: 19 августа 2022.
24. 1 2  Dinkelspiel, Frances. Update: Change in Berkeley law not needed to landmark the childhood home of Kamala Harris. Berkeleyside (8 марта 2021). Дата обращения: 19 августа 2022. Архивировано 19 августа 2022 года.
25. ↑  Goodyear, Dana (2019-07-15). Kamala Harris Makes Her Case. The New Yorker. Архивировано 2021-11-18. Дата обращения: 2022-08-19. {{cite magazine}}: |archive-date= / |archive-url= несоответствие временной метки; предлагается 18 ноября 2021 (справка)
26. ↑  Horwitz, Sari (27 февраля 2012). Justice Dept. lawyer Tony West to take over as acting associate attorney general. The Washington Post. Архивировано 8 июля 2019. Дата обращения: 23 августа 2020.
27. ↑  Martinez, Michael (23 октября 2010). A 'female Obama' seeks California attorney general post. CNN. Архивировано 16 ноября 2016. Дата обращения: 22 января 2014.
28. ↑  Dale, Daniel (29 июня 2019). Fact check: Kamala Harris was correct on integration in Berkeley, school district confirms. CNN. Архивировано 2 января 2020. Дата обращения: 29 июня 2019.
29. 1 2  Finnegan, Michael (30 сентября 2015). How race helped shape the politics of Senate candidate Kamala Harris. Los Angeles Times. Архивировано 28 февраля 2020. Дата обращения: 1 декабря 2018. Quote: «Steeped in Indian culture, Harris and her sister, Maya, now a civil rights lawyer and senior policy advisor to Hillary Rodham Clinton, visited family in Madras on occasion.»
30. ↑  Bruinius, Harry (2020-08-19). In Kamala Harris' richly textured background, a portrait of America today. Christian Science Monitor. Архивировано 2020-08-20. Дата обращения: 2020-08-21. {{cite magazine}}: |archive-date= / |archive-url= несоответствие временной метки; предлагается 20 августа 2020 (справка)
31. ↑  Shimron, Yonat (12 августа 2020). 5 faith facts about Biden's VP choice Kamala Harris – a Black Baptist with Hindu family. National Catholic Reporter. Religion News Service. Архивировано 23 сентября 2020. Дата обращения: 21 августа 2020. But because her parents divorced when she was 7, she also grew up in Oakland and Berkeley attending predominantly Black churches. Her downstairs neighbor, Regina Shelton, often took Kamala and her sister, Maya, to Oakland's 23rd Avenue Church of God in Oakland. Harris now considers herself a Black Baptist.
32. ↑  Rissacher, Tessa; Saul, Scott (14 сентября 2020). Where Kamala Harris' Political Imagination Was Formed. Slate. Архивировано 9 февраля 2021. Дата обращения: 27 ноября 2020.
33. 1 2  Gettleman, Jeffrey; Raj, Suhasini (2020-08-16), How Kamala Harris's Family in India Helped Shape Her Values, The New York Times, Архивировано 2020-08-17, Дата обращения: 2020-08-17 {{citation}}: |archive-date= / |archive-url= несоответствие временной метки; предлагается 17 августа 2020 (справка)
34. ↑  Dolan, Casey (10 февраля 2019). How Kamala Harris' immigrant parents shaped her life – and her political outlook. The Mercury News. Архивировано 7 ноября 2020. Дата обращения: 14 августа 2020. Kamala also visited far-flung family in India and Jamaica as she grew up, getting her first taste of the broader world.
35. ↑  Whiting, Sam (14 мая 2009). Kamala Harris grew up idolizing lawyers. San Francisco Chronicle. Архивировано 1 марта 2020. Дата обращения: 11 января 2014.
36. ↑  When your best friend from high school winds up in the White House. JGH News (ноябрь 2020). Дата обращения: 28 апреля 2024. Архивировано 28 апреля 2024 года.
37. ↑  Givhan, Robin (16 сентября 2019). Kamala Harris grew up in a mostly white world. She then went to a black university in a black city. The Washington Post. Архивировано 10 июня 2021. Дата обращения: 15 августа 2020.
38. ↑  Dunlevy, T'Cha (20 ноября 2020). Dunlevy: Before Westmount High, Kamala Harris went to FACE. Montreal Gazette. Архивировано 6 февраля 2021. Дата обращения: 10 декабря 2020.
39. ↑  Black, Peter (20 августа 2020). Kamala Harris's Montreal experience. Press-Republican. Архивировано 21 ноября 2020. Дата обращения: 9 ноября 2020.
40. ↑  Dale, Daniel (29 декабря 2018). U.S. Sen. Kamala Harris's classmates from her Canadian high school cheer her potential run for president. Toronto Star. Архивировано 14 сентября 2019. Дата обращения: 1 июля 2019.
41. ↑  Kamala Harris's friend reacts to her historic win. CBC News (англ.). 7 ноября 2020. Архивировано 7 ноября 2020. Дата обращения: 24 июля 2024.
42. 1 2  Owens, Donna (8 ноября 2016). Meet Kamala Harris, the second Black woman elected to the U.S. Senate. NBC News. Архивировано 2 января 2024. Дата обращения: 18 февраля 2017.
43. ↑  Suburban, Mike Cohen The. Kamala Harris now remembered for her Vanier roots. The Suburban Newspaper (20 января 2021). Дата обращения: 21 июля 2024. Архивировано 4 марта 2021 года.
44. ↑  Howard Alumna Becomes First Woman Elected as California Attorney General (Press release). Howard University. 17 декабря 2010. Архивировано из оригинала 12 января 2011. Дата обращения: 14 ноября 2014.
45. ↑  Brayden Jagger Haines. Why Kamala Harris chose Howard University — and what she did on weekends there (англ.). The Washington Post (12 августа 2020). Дата обращения: 11 ноября 2020. Архивировано 30 ноября 2020 года.
46. ↑  Costley, Drew (4 июля 2017). Kamala Harris' life in the political limelight and all the times she made history. SFGATE (англ.). Архивировано 8 января 2021. Дата обращения: 27 декабря 2020.
47. ↑  LEOP: Opening Doors for Students of Promise. UC Hastings Magazine. 14 августа 2018. Архивировано 25 сентября 2020. Дата обращения: 13 августа 2020.
48. ↑  UC Hastings Congratulates Kamala Harris '89: California's next U.S. Senator. UC Hastings Law (9 ноября 2016). Дата обращения: 13 августа 2020. Архивировано 9 января 2021 года.
49. ↑  Donna Owens. Meet Kamala Harris, the Second Black Woman Elected to the U.S. Senate (англ.). NBC News (8 ноября 2016). Дата обращения: 11 ноября 2016. Архивировано 1 марта 2020 года.
50. ↑  Attorney Licensee Profile, Kamala Devi Harris #146672. The State Bar of California. Дата обращения: 1 августа 2020. Архивировано 11 августа 2020 года.
51. ↑  Beatrice Dupuy. Kamala Harris not Alameda County DA when white officer shot Black man on train platform (англ.). AP (13 августа 2020). Дата обращения: 15 ноября 2020. Архивировано 16 ноября 2020 года.
52. ↑  Michael Kranish. In her first race, Kamala Harris learned how to become a political brawler (англ.). The Washington Post (6 октября 2020). Дата обращения: 15 ноября 2020. Архивировано 14 ноября 2020 года.
53. ↑  Phil Willon. 8 things to know about Senate candidate Kamala Harris' career gold stars and demerits (англ.). Los Angeles Times (6 июля 2016). Дата обращения: 11 ноября 2016. Архивировано 11 ноября 2016 года.
54. ↑  Kamala D. Harris (англ.). National Association of Attorneys General (NAAG). Дата обращения: 11 ноября 2016. Архивировано из оригинала 12 ноября 2016 года.
55. ↑  Emily Bazelon. Kamala Harris, a ‘Top Cop’ in the Era of Black Lives Matter (англ.). The New York Times (25 мая 2016). Дата обращения: 11 ноября 2016. Архивировано 21 января 2017 года.
56. ↑  John Myers. Two Democrats will face off for California's U.S. Senate seat, marking first time a Republican will not be in contention (англ.). Los Angeles Times (8 июля 2016). Дата обращения: 14 декабря 2016. Архивировано 12 декабря 2016 года.
57. ↑  Phil Willon. Kamala Harris breaks a color barrier with her U.S. Senate win (англ.). Los Angeles Times (8 ноября 2016). Дата обращения: 11 ноября 2016. Архивировано 11 ноября 2016 года.
58. ↑  Eric Bradner. First on CNN: Kamala Harris maneuvers to help 2018 Democrats -- and build a national profile (англ.). CNN (1 июля 2017). Дата обращения: 3 сентября 2020. Архивировано 8 ноября 2020 года.
59. ↑  Olivia Gazis. Gina Haspel confirmed as first female director of CIA (англ.). CBS News (17 мая 2018). Дата обращения: 13 сентября 2020. Архивировано 5 сентября 2020 года.
60. ↑  Holmes Lybrand and Tara Subramaniam. Fact check: Is Kamala Harris the most liberal member of the Senate? (англ.). CNN (17 августа 2020). Дата обращения: 14 сентября 2020. Архивировано 29 августа 2020 года.
61. ↑  Li Zhou. Kamala Harris announces her historic 2020 presidential campaign. Vox (21 января 2019). Дата обращения: 21 января 2019. Архивировано 22 января 2019 года.
62. ↑  Democratic Sen. Kamala Harris jumps into 2020 White House (англ.). CNBC (21 января 2019). Дата обращения: 21 января 2019. Архивировано 21 января 2019 года.
63. ↑  Chelsea Janes. ‘Beau’s flipping in his grave’: Biden supporters say Harris’s attacks betray her relationship with his son (англ.). The Washington Post (27 июля 2019). Дата обращения: 11 декабря 2020. Архивировано 11 декабря 2020 года.
64. ↑  Lauren Gambino. ‘Don't count her out’: can Kamala Harris salvage a languishing 2020 bid? (англ.). The Guardian (1 ноября 2019). Дата обращения: 1 ноября 2019. Архивировано 1 ноября 2019 года.
65. ↑  Richard Luscombe. Kamala Harris endorses Joe Biden for president ahead of key contests (англ.). The Guardian (8 марта 2020). Дата обращения: 9 марта 2020. Архивировано 9 марта 2020 года.
66. ↑  Kathleen Ronayne and Will Weissert. Biden picks Kamala Harris as running mate, first Black woman (англ.). AP (12 августа 2020). Дата обращения: 12 августа 2020. Архивировано 12 августа 2020 года.
67. ↑  Кирилл Белянинов. Дочь иммигрантов, прокурор, любительница кедов Converse: Кто такая Камала Харрис? Русская служба Би-би-си (13 августа 2020). Дата обращения: 12 августа 2020. Архивировано 13 августа 2020 года.
68. ↑  Read the full speech: Kamala Harris' remarks to the 2020 Democratic National Convention (англ.). NBC News (20 августа 2020). Дата обращения: 4 октября 2020. Архивировано 15 октября 2020 года.
69. ↑  Toluse Olorunnipa, Annie Linskey and Philip Rucker. Joe Biden triumphs over Trump as voters repudiate divisive, bullying president (англ.). The Washington Post (7 ноября 2020). Дата обращения: 7 ноября 2020. Архивировано 7 ноября 2020 года.
70. ↑  Electoral college confirms Joe Biden's presidential victory (англ.). BBC News (15 декабря 2020). Дата обращения: 15 декабря 2020. Архивировано 15 декабря 2020 года.
71. ↑  John Wagner, Felicia Sonmez, Mike DeBonis, Karoun Demirjian, Amy B. Wang, Colby Itkowitz and Paulina Firozi. Pence declares Biden winner of the presidential election after Congress counts electoral votes (англ.). The Washington Post (7 января 2021). Дата обращения: 7 января 2021. Архивировано 7 января 2021 года.
72. ↑  Jasmine Wright and Chandelis Duster. Harris resigns from the Senate ahead of inauguration (англ.). CNN (18 января 2021). Дата обращения: 18 января 2021. Архивировано 18 января 2021 года.
73. ↑  Olivier Knox with Mariana Alfaro. The Daily 202: Kamala Harris is playing an unusually large role in shaping Biden’s foreign policy (англ.). The Washington Post (8 марта 2021). Дата обращения: 9 марта 2021. Архивировано 9 августа 2021 года.
74. ↑  Whitney Wild and Rashard Rose. Man arrested outside Vice President Kamala Harris' official residence and had rifle and ammunition in car (англ.). CNN (18 марта 2021). Дата обращения: 19 марта 2021. Архивировано 19 марта 2021 года.
75. ↑  John Wagner, Felicia Sonmez and Colby Itkowitz. Harris to be point person for Biden administration in stemming flow of migrants at the border (англ.). The Washington Post (25 марта 2021). Дата обращения: 6 июня 2021. Архивировано 25 марта 2021 года.
76. ↑  Jasmine Wright. Kamala Harris to lead Biden administration's efforts on voting rights (англ.). CNN (1 июня 2021). Дата обращения: 2 июня 2021. Архивировано 2 июня 2021 года.
77. ↑  Janie Boschma. Fourteen states have enacted 22 new laws making it harder to vote (англ.). CNN (28 мая 2021). Дата обращения: 2 июня 2021. Архивировано 2 июня 2021 года.
78. ↑  Kate Sullivan. Harris to become first woman with presidential power while Biden is under anesthesia for routine colonoscopy (англ.). CNN (19 ноября 2021). Дата обращения: 19 ноября 2021. Архивировано 21 февраля 2022 года.
79. ↑  МИД закрыл въезд в Россию Харрис, Цукербергу и еще 27 американцам. Коммерсантъ (21 апреля 2022). Дата обращения: 21 апреля 2022. Архивировано 21 апреля 2022 года.
80. ↑  Ali Zaslav and Ted Barrett. What a 51-49 Senate majority means for Democrats (англ.). CNN (7 декабря 2022). Дата обращения: 7 декабря 2022. Архивировано 7 декабря 2022 года.
81. ↑  Katherine Fung. Joe Biden Embraces Kamala Harris for 2024 Run (англ.). Newsweek (25 апреля 2023). Дата обращения: 26 апреля 2023. Архивировано 26 апреля 2023 года.
82. ↑  Джо Байден вышел из президентской гонки. Он предложил выбрать кандидатом от демократов Камалу Харрис. Главное. Meduza. Дата обращения: 21 июля 2024. Архивировано 21 июля 2024 года.
83. 1 2  McCreesh, Shawn (21 июля 2024). Clintons Endorse Kamala Harris to Be Democrats' Nominee for President. The New York Times (англ.). 0362-4331. Архивировано 4 августа 2024. Дата обращения: 21 июля 2024.
84. ↑  News, A. B. C. Congressional Black Caucus says it 'fully' supports Kamala Harris as the Democratic nominee for president (англ.). ABC News. Дата обращения: 21 июля 2024.
85. ↑  Seung Min Kim. Kamala Harris is now Democratic presidential nominee, will face off against Donald Trump this fall (англ.). AP (6 августа 2024). Дата обращения: 6 августа 2024. Архивировано 8 августа 2024 года.
86. ↑  Melissa Quinn. DNC virtual roll call vote ends with Kamala Harris receiving 99% of delegate votes. Here are the full results (англ.). CBS News (6 августа 2024). Дата обращения: 8 августа 2024. Архивировано 7 августа 2024 года.
87. ↑  Aditi Sangal and Paul LeBlanc. Harris selects Minnesota Gov. Tim Walz to be VP running mate, sources say (англ.). CNN (6 августа 2024). Дата обращения: 6 августа 2024.
88. ↑  C Mandler. Harris had one of the shortest acceptance speeches in history. Trump had the longest (англ.). NPR (23 августа 2024). Дата обращения: 23 августа 2024.
89. ↑  2024 Election: Live results map (англ.). Associated Press. Дата обращения: 6 ноября 2024.
90. ↑  Richard Cowan, David Morgan and Bo Erickson. US Congress certifies Trump election victory with Harris presiding (англ.). Reuters (7 января 2025). Дата обращения: 7 января 2025.
91. ↑  Harris and Emhoff headed back to California after inauguration; source says they're looking at NYC apartments (англ.). CBS News (19 января 2025). Дата обращения: 26 января 2025.
92. ↑  Adam Cancryn and Carla Marinucci. What Kamala Harris believes: Key issues, policy positions and votes (англ.). Politico (11 августа 2020). Дата обращения: 13 августа 2020. Архивировано 13 августа 2020 года.
93. 1 2  Eliza Relman. Kamala Harris is Joe Biden's vice-presidential running mate. Here's what the former presidential candidate ran on (англ.). Business Insider (11 августа 2020). Дата обращения: 13 августа 2020. Архивировано 12 августа 2020 года.
94. ↑  Kathryn Watson. Where Kamala Harris stands on the issues (англ.). CBS News (12 августа 2020). Дата обращения: 13 августа 2020. Архивировано 12 августа 2020 года.
95. ↑  Nathan McDermott and Andrew Kaczynski. Kamala Harris supported 2008 San Francisco policy that reported arrested undocumented juveniles to ICE (англ.). CNN (11 февраля 2019). Дата обращения: 19 июня 2021. Архивировано 24 июня 2021 года.
96. ↑  Dan Merica. Kamala Harris unveils immigration plan to expand deferred action, use executive action to provide pathway to citizenship (англ.). CNN (12 июня 2019). Дата обращения: 19 июня 2021. Архивировано 24 июня 2021 года.
97. ↑  Kamala Harris tells Guatemala migrants: 'Do not come to US' (англ.). BBC News (8 июня 2021). Дата обращения: 19 июня 2021. Архивировано 19 июня 2021 года.
98. ↑  EJ Dickson. Kamala Harris Is Being Taken to Task for Her Role in the Drug War (англ.). Rilling Stone (1 августа 2019). Дата обращения: 14 сентября 2020. Архивировано 5 сентября 2020 года.
99. 1 2  Cannabis legalisation: Democrats argue over whether it leads to using other drugs Архивная копия от 28 ноября 2019 на Wayback Machine, BBC, 29.11.2019
100. ↑  Kamala Harris (англ.). Issues. Politico (3 декабря 2019). Дата обращения: 16 августа 2020. Архивировано 13 августа 2020 года.
101. ↑  Alex Ward. Kamala Harris’s foreign policy, explained (англ.). Vox (14 августа 2020). Дата обращения: 16 августа 2020. Архивировано 14 августа 2020 года.
102. ↑  Schuman, Michael (29 июля 2019). The Discord of the U.S. Stance Against China. The Atlantic. Архивировано 12 февраля 2021. Дата обращения: 25 июля 2024.
103. 1 2 3 4  Candidates Answer CFR's Questions: Kamala Harris. Council on Foreign Relations (21 августа 2019). Дата обращения: 25 июля 2024. Архивировано 13 ноября 2020 года.
104. ↑  Full Senate, in rare move, goes to White House grounds for classified North Korea briefing. Los Angeles Times. 26 апреля 2017. Архивировано 16 февраля 2021. Дата обращения: 25 июля 2024.
105. ↑  Samuels, Brett (5 февраля 2018). Dem senators tell Trump he doesn't have 'legal authority' to launch preemptive strike on North Korea. The Hill. Архивировано 3 декабря 2020. Дата обращения: 25 июля 2024.
106. ↑  Kampeas, Ron. 5 Jewish things to know about Kamala Harris (амер. англ.). Jewish Telegraphic Agency (11 января 2019). Дата обращения: 25 июля 2024. Архивировано 27 ноября 2020 года.
107. ↑  Harris Statement on Trump Violating the Iran Nuclear Deal. Kamala Harris United States Senator for California (8 мая 2018). Дата обращения: 4 мая 2020. Архивировано из оригинала 28 ноября 2020 года.
108. ↑  Lutz, Eric (3 января 2020). Democrats Slam Trump Over "Dangerous Escalation" with Iran. Vanity Fair. Архивировано 21 октября 2020. Дата обращения: 25 июля 2024.
109. ↑  Here's how Sens. Dianne Feinstein and Kamala Harris voted on 'dark money,' the Yemen war and censuring the Saudi prince in Khashoggi's killing. The Press-Enterprise. 14 декабря 2018. Архивировано из оригинала 28 ноября 2020. Дата обращения: 25 июля 2024.
110. ↑  Mitchell, Ellen (13 декабря 2018). Senate Dems urge Trump to continue nuclear arms control negotiations after treaty suspension. The Hill. Архивировано 25 января 2021. Дата обращения: 25 июля 2024.
111. ↑  Wright, Jasmine. US declares Russia has committed crimes against humanity in Ukraine. CNN (18 февраля 2023). Дата обращения: 25 июля 2024. Архивировано 25 июля 2024 года.
112. ↑  Harris, Kamala (17 апреля 2024). Yulia Navalnaya. Time. Архивировано 25 июля 2024. Дата обращения: 25 июля 2024.
113. ↑  Why Impeachment Failed. National Review (7 февраля 2020).
114. ↑  Trump impeachment: Failed witnesses vote paves way for acquittal. BBC (1 февраля 2020).
115. ↑  Harsanyi, David (12 февраля 2020). Opinion: Why impeachment failed (Hint: look to the Democrats). The Detroit News.
116. ↑  Kamala Harris, Senate Colleagues Seek Ukraine Docs Via Public Records Law. 23 октября 2019. Архивировано 1 февраля 2021. Дата обращения: 25 июля 2024.
117. ↑  US VP Harris: Will work to ensure Russia pays damages to Ukraine. Reuters (17 февраля 2024).
118. ↑  Baker, Peter. For Harris, Promises to Ukraine Prove Harder to Make Amid G.O.P. Resistance. New York Times (18 февраля 2024).
119. 1 2  Frazin, Rachel (4 апреля 2019). More than 30 Senate Dems ask Trump to reconsider Central American aid cuts. The Hill. Архивировано 4 апреля 2019. Дата обращения: 25 июля 2024.
120. ↑  Kamala Harris: Where does she stand on key issues? (англ.). BBC News (20 августа 2020). Дата обращения: 4 октября 2020. Архивировано 4 октября 2020 года.
121. ↑  Fact check: Kamala Harris's proposed executive order on gun control misrepresented (англ.). Reuters (20 августа 2020). Дата обращения: 4 октября 2020. Архивировано 3 октября 2020 года.
122. ↑  San Francisco District Attorney Kamala Harris (амер. англ.). California's Capitol (16 апреля 2009). Дата обращения: 24 июля 2024. Архивировано 26 июля 2024 года.
123. ↑  Jaxon Van Derbeken (9 января 2004). New D.A. promises to be 'smart on crime' / Harris speaks well of Hallinan, will continue some of his policies. SFGATE. Архивировано 17 октября 2020. Дата обращения: 24 июля 2024.
124. ↑  Jaxon Van Derbeken,. Edwin Ramos won't face death penalty (англ.). Дата обращения: 24 июля 2024. Архивировано 8 июня 2020 года.
125. ↑  Phillip Matier, Andrew Ross (5 мая 2005). Sen. Boxer joins throng calling for death in killing of cop. SFGATE. Архивировано 18 февраля 2021. Дата обращения: 24 июля 2024.
126. ↑  Luc Cohen (23 июля 2024). As a prosecutor, Harris mixed criminal justice reform with tough-on-crime approach. Reuters.
127. ↑  Fact check: Kamala Harris is “a cop whose family owned slaves in Jamaica” claim is missing context (англ.). Reuters (25 августа 2020). Дата обращения: 9 ноября 2020. Архивировано 9 ноября 2020 года.
128. ↑  Ellen Barry. How Kamala Harris’s Immigrant Parents Found a Home, and Each Other, in a Black Study Group (англ.). The New York Times (13 сентября 2020). Дата обращения: 7 ноября 2020. Архивировано 6 ноября 2020 года.
129. ↑  Catherine Kim and Zack Stanton. What you need to know about Kamala Harris (англ.). Politico (12 августа 2020). Дата обращения: 11 ноября 2020. Архивировано 13 ноября 2020 года.
130. ↑  Shashank Bengali, Melanie Mason. The progressive Indian grandfather who inspired Kamala Harris (англ.). Los Angeles Times (25 октября 2019). Дата обращения: 15 ноября 2020. Архивировано 15 ноября 2020 года.
131. ↑  Fact check: Kamala Harris and Willie Brown had a relationship over a decade after he separated from wife (англ.). Reuters (13 октября 2020). Дата обращения: 15 ноября 2020. Архивировано 16 ноября 2020 года.
132. ↑  David Siders. Kamala Harris married in Santa Barbara ceremony (англ.). The Sacramento Bee (25 августа 2014). Дата обращения: 11 ноября 2016. Архивировано из оригинала 3 июля 2019 года.
133. ↑  California Attorney General Kamala Harris marries fellow lawyer (англ.). The Mercury News (25 августа 2014). Дата обращения: 11 ноября 2016. Архивировано 5 января 2017 года.
134. ↑  Dan Alexander, Chase Peterson-Withorn and Michela Tindera (14 августа 2019). The Net Worth Of Every 2020 Presidential Candidate. Forbes (англ.). Архивировано 23 августа 2019. Дата обращения: 13 августа 2020.
135. ↑  Harris Brings Baptist, Interfaith Roots to Democratic Ticket (англ.). US News & World Report (12 августа 2020). Дата обращения: 12 августа 2020. Архивировано 12 августа 2020 года.
136. ↑  Yonat Shimron. 5 faith facts about Biden’s veep pick, Kamala Harris — a Baptist with Hindu family (англ.). The Salt Lake Tribune. Дата обращения: 13 августа 2020. Архивировано 12 августа 2020 года.
137. ↑  Hamza Shaban (27 октября 2017). Uber hires PepsiCo's Tony West as general counsel. The Washington Post (англ.). Архивировано 28 октября 2017. Дата обращения: 13 августа 2020.
138. ↑  Phenomenal Woman Founder — and Kamala Harris' Niece — Is Teaching Kids How to Persist (англ.). NBC Chicago (18 июня 2020). Дата обращения: 13 августа 2020. Архивировано 16 сентября 2020 года.
139. ↑  Joe Biden and Kamala Harris (англ.). 2020 Person of the year. Time (11 декабря 2020). Дата обращения: 13 декабря 2020. Архивировано 11 декабря 2020 года.
140. ↑  Lee Brown. Meghan McCain rips Harris for leaving her dad flowers, not focusing on Afghanistan (англ.). New York Post (26 августа 2021). Дата обращения: 27 августа 2021. Архивировано 27 августа 2021 года.